# Letuška (seriál)
Letuška (v anglickém originále The Flight Attendant) je americký televizní seriál z roku 2020. Děj seriálu vychází z románu The Flight Attendant od Chrise Bohjaliana. Titulní roli ztvárnila Kaley Cuoco, která se podílela i na produkci seriálu. 
První díl měl premiéru dne 26. listopadu 2020 přes službu HBO Max. Poslední díl první řady měl premiéru dne 17. prosince 2020. V prosinci 2020 bylo oznámeno, že seriál získá druhou řadu, která měla premiéru dne 21. dubna 2022.

## O seriálu
Cassie Bowden je letuška, která je lehkovážná alkoholička. Alkohol konzumuje i během letů, svůj čas mezi lety tráví s náhodnými muži, včetně některých zákazníků, které si během letu vytipuje. Jednoho dne se s kocovinu z předešlé noci probudí v hotelovém pokoji v Bangkoku a vedle ní leží mrtvé tělo cestujícího z jejího posledního letu. Bojí se zavolat policii, dělá, jako by se nic nestalo, a s dalšími letuškami a piloty vyráží na letiště. V New Yorku se s ní setkávají agenti FBI, kteří se jí ptají na její nedávné mezipřistání v Bangkoku. Cassie si stále nedokáže na osudnou noc vzpomenout a přemýšlí, jestli by mohla být vrah.

## Obsazení
| Kaley Cuoco       | Cassie Bowden    |
| Michiel Huisman   | Alex Sokolov     |
| Zosia Mamet       | Annie Mouradian  |
| T. R. Knight      | Davey Bowden     |
| Michelle Gomez    | Miranda Croft    |
| Colin Woodell     | Buckley Ware     |
| Merle Dandridge   | Kim Hammond      |
| Griffin Matthews  | Shane Evans      |
| Nolan Gerard Funk | Van White        |
| Rosie Perez       | Megan Briscoe    |
| Bebe Neuwirth     | Diana Carlisle   |
| Yasha Jackson     | Jada Harris      |
| Stephanie Koenig  | Sabrina Oznowich |
| Jason Jones       | pan Bowden       |
| Deniz Akdeniz     | Max              |
| Terry Serpico     | Bill Briscoe     |
| Ritchie Coster    | Victor           |
| Ann Magnuson      | Janet Sokolov    |

## Seznam dílů

### První řada (2020)
| Č. v seriálu | Č. v řadě | Původní název         | Český název        | Režie           | Scénář                                  | Datum premiéry     | Premiéra v ČR     |
| ------------ | --------- | --------------------- | ------------------ | --------------- | --------------------------------------- | ------------------ | ----------------- |
| 1            | 1         | In Case of Emergency  | V nouzové situaci  | Susanna Fogel   | Steve Yockey                            | 26. listopadu 2020 | 14. prosince 2020 |
| 2            | 2         | Rabbits               | Králíci            | Susanna Fogel   | Steve Yockey                            | 26. listopadu 2020 | 21. prosince 2020 |
| 3            | 3         | Funeralia             | Okolnosti pohřbu   | Tom Vaughan     | Kara Lee Corthron a Ryan Jennifer Jones | 26. listopadu 2020 | 28. prosince 2020 |
| 4            | 4         | Conspiracy Theories   | Konspirační teorie | John Strickland | Ian Weinreich                           | 3. prosince 2020   | 4. ledna 2021     |
| 5            | 5         | Other People's Houses | Domy jiných lidí   | Glen Winter     | Ticona S. Joy                           | 3. prosince 2020   | 11. ledna 2021    |
| 6            | 6         | After Dark            | Po setmění         | Batan Silva     | Jess Meyer                              | 10. prosince 2020  | 18. ledna 2021    |
| 7            | 7         | Hitchcock Double      | Hitchcockův motiv  | Marcos Siega    | Meredith Lavender a Marcie Ulin         | 10. prosince 2020  | 25. ledna 2021    |
| 8            | 8         | Arrivals & Departures | Přílety a odlety   | Marcos Siega    | Steve Yockey                            | 17. prosince 2020  | 1. února 2021     |

### Druhá řada (2022)
| Č. v seriálu | Č. v řadě | Původní název                                                    | Český název                                              | Režie          | Scénář                               | Datum premiéry  |
| ------------ | --------- | ---------------------------------------------------------------- | -------------------------------------------------------- | -------------- | ------------------------------------ | --------------- |
| 9            | 1         | Seeing Double                                                    | Dvojité vidění                                           | Silver Tree    | Steve Yockey                         | 21. dubna 2022  |
| 10           | 2         | Mushrooms, Tasers, and Bears, Oh My!                             | Houby, tasery a medvídci                                 | Silver Tree    | Elizabeth Benjamin a Jess Meyer      | 21. dubna 2022  |
| 11           | 3         | The Reykjavik Ice Sculpture Festival Is Lovely This Time of Year | Ledový festival v Reykjavíku je v tuto dobu překrásný... | Jennifer Phang | Louisa Levy a Ryan Jennifer Jones    | 28. dubna 2022  |
| 12           | 4         | Blue Sincerely Reunion                                           | Blue Sincerely Reunion                                   | Jennifer Phang | Natalie Chaidez a Haruna Lee         | 28. dubna 2022  |
| 13           | 5         | Drowning Women                                                   | Topící se ženy                                           | Pete Chatmon   | Liz Sagal a Steve Yockey             | 5. května 2022  |
| 14           | 6         | Brothers & Sisters                                               | Bratři a sestry                                          | Silver Tree    | Ian Weinreich a Kristin Layne Tucker | 12. května 2022 |
| 15           | 7         | No Exit                                                          | Senzační jízda                                           | Silver Tree    | Jess Meyer                           | 19. května 2022 |
| 16           | 8         | Backwards and Forwards                                           | Vzad a kupředu                                           | Silver Tree    | Steve Yockey                         | 26. května 2022 |